# Setge de Saraqusta de 781
El setge de Saraqusta de 781 formà part de l'establiment per Abd-ar-Rahman I ad-Dàkhil d'un emirat omeia independent del Califat de Damasc a la península Ibèrica.

## Antecedents
L'esquadra d'Abd al-Rahman ibn Habib al-Fihri, encarregat pel califa de Damasc per parlamentar amb Sulayman ibn Yaqdhan, revoltat contra l'emir Abd-ar-Rahman I ad-Dàkhil i del que es volia el suport a Damasc, desembarcà a la Cora de Tudmir amb el beneplàcit d'Atanagild. Sense aconseguir el suport, en la seva retirada l'estol fou incendiat i les seves forces envoltades a unes muntanyes properes a Balansiya, mentre la cora perdia el seu estatus especial, i el territori ocupat per l'èxode dels omeies.
Carlemany un cop va creure que els saxons estaven definitivament sotmesos, va acceptar l'oferta de Sulayman ibn Yaqdhan, el valí de Madinat Barshiluna i Abu Tawr, valí de Wasqa, que en la Dieta de Paderborn van oferir els seus territoris a canvi de suport militar en una nova revolta contra Abd ar-Rahman I, aquest cop amb objecte de restaurar el poder del Califat Abbàssida a al-Àndalus. Hussayn ibn Yahya al-Ansarí no estava disposat a lliurar Saragossa als francs i quan Carlemany va arribar davant la ciutat el 778 es va negar a obrir les portes i en la retirada els bascos van destruir la rereguarda franca en la batalla de Roncesvalls.
Finalment Abd-ar-Rahman I oferí a Hussayn ibn Yahya al-Ansarí el govern de Saraqusta i va assassinar Sulayman.

## El setge
Dos anys després de rebre el govern de Saraqusta, Hussayn ibn Yahya al-Ansarí va trencar relacions amb l'emir Abd-ar-Rahman I ad-Dàkhil i va establir una ciutat estat independent en al-Tagr al-Ala. Amb la intenció de mantenir la seva important frontera nord als dominis Omeia. El 781 va enviar l'exèrcit comandat per Tsalaba ibn Obaid a Saraqusta. Amb trenta-sis màquines de setge, la muralla de granit blanc va rebre la descàrrega omeia fins que els soldats cordovesos van entrar en la ciutat frustrant els desitjos d'independència saragossans.

## Conseqüències
Després d'ocupar Saraqusta, Tsalaba ibn Obaid va hostilitzar el país dels vascons atacant Pamplona i es va dirigir cap a l'est, atacant els dominis de Galindo Belascotenes, senyor de les terres de Sobrarb, assetjant i enrunant el castell de Galindo, d'ubicació desconeguda, perseguint per les muntanyes als qui s'hi havien fet forts.
La frontera franca es va anar expandint lentament per l'est i així s'anaven creant els comtats de Girona, Cardona, Osona i Urgell, dins el ducat de Septimània i més tard de Gòtia.